# Gaumont
A Gaumont francia filmvállalat, az 1895-ben történt alapításával a világ legrégebben működő filmgyártó vállalata. A vállalat központja a párizsi Neuilly-sur-Seine városrészben van.

## Története
A céget Léon Gaumont (1864–1946) francia mérnök és feltaláló alapította, kezdetekben fényképezőgépekkel és felszerelésekkel kereskedett. A cég profilja 1897-től változott meg, amikor a kivetítőkészülékek reklámozására kisfilmeket készítettek. A vállalat párizsi La Villette városrészben felépített filmstúdiói a világ legnagyobbjai voltak az 1905–1914 közötti időszakban, a kisebb város méretű filmstúdiót a franciák Léon Gaumont monogramja után „Cité Elgé”-nek hívták.
A filmvállalat több külföldi irodát is nyitott, a Gaumont brit leányvállalatának közreműködésével készítette el Alfred Hitchcock számos filmjét, úgymint a 39 lépcsőfok (1935), vagy a Londoni randevú (1938) című filmeket. A második világháború kitöréséig, a szintén francia konkurens filmgyártó Pathé mellett, a Gaumont uralta az európai filmipart.
Az amerikai filmgyártók európai feltörekvése pénzügyi válságba sodorta a háború során amúgy is jelentős veszteségeket elszenvedett vállalatot, ezért az 1930-as évek elején a Franco-Film Aubert-tel egyesült.
1975-ben a vállalat részvényeinek 60%-ának megvásárlásával, a szavazati jog 70%-ának megszerzésével a francia médiamágnás Nicolas Seydoux lett a Gaumont ügyvezetője.
A filmvállalat logóját, a margarétát Léon Gaumont anyja emlékére választotta, akinek keresztneve Marguerite volt. A logó grafikájának az alapja a mai napig margaréta.

## 1970-es évek
- De hová tűnt a 7. század? (1973)
- A pofon film (1974
- Ilyen a show-biznisz (1975)
- Sokat akar a szarka... (1976)
- Violette és Francois (1977)
- Olajralépés (1978)
- Lepke a vállon (1978)
- Bűnügyek (1979)
- Nosferatu: Az éjszaka fantomja (1979)
- The Bronte Sisters (1979)
- Csatár a pácban (1979)
- Zsaru vagy csirkefogó? (1979)

## 1980-as évek
- Amerikai nagybácsim (1980)
- Az utolsó metró (1980)
- Esernyőtrükk (1980)
- Szabadlábon Velencében (1980)
- Házibuli (1980)
- A profi (1981)
- Balfácán (1981)
- Házibuli 2. – A házibuli folytatódik (1982)
- A kívülálló (1983)
- Danton film (1983)
- Élethalálharc (1983)
- Balekok (1983)
- Swann szerelme (1984)
- Metró (1985)
- Zsaruszerelem (1985)
- Betty Blue (1986)
- Négybalkezes (1986)
- A Nagy kékség (1988)
- Un tour de manège (1989)

## 1990-es évek
- Nikita (1990)
- Anyám kastélya (1990)
- Fracassa kapitány (1990)
- Apám dicsősége (1990)
- Marhakonzerv-akció (1991)
- Atlantisz (1991)
- Jöttünk, láttunk, visszamennénk (1993)
- Fanfan (1993)
- Léon, a profi (1994) (amerikai forgalmazó)
- Zűrangyalok (1995)
- A Jaguár (1996)
- Az ötödik elem (1997)
- Jöttünk, láttunk, visszamennénk 2. – Az időalagút (1998)
- Dilisek vacsorája (1998)
- Jeanne d’Arc – Az orléans-i szűz (1999) (amerikai forgalmazó)

## 2000-es évek
- Vatel (2000)
- Bíbor folyók (2000)
- Addig jár a korsó a kútra… (2001)
- Reszkess, Amerika! (2001)
- Becsületkódex (2002)
- Kretének de extrémek (2002)
- Zsaroló Zsaruk 3. (2003)
- Dühöngés (2003)
- Bíbor folyók 2.: Az apokalipszis angyalai (2004)
- Nagy zűr Korzikán (2004)
- 36 – Harminchat (2004)
- Farkasok birodalma (2005)
- Angel-A (2005)
- Tökéletlen páros (2006)
- Topmodell a barátnőm (2006)
- OSS 117: Képtelen kémregény (2006)
- Chrysalis - Az emlékrabló (2007)
- Tükör/Szilánk (2008)
- MR 73 (2008)
- Largo Winch – Az örökös (2008)
- OSS 117: Rio nem válaszol (2009)
- Hibrid film (2009)

## 2010-es évek
- Tegnap éjjel (2010)
- Életrevalók (2011)
- A boldogság sosem jár egyedül (2012)
- Belle és Sébastien (2013)
- Csábitás (2013)
- Belle és Sébastien – A kaland folytatódik (2015)
- Talár (2015)
- Balerina (2016)
- Életem NAGY szerelme (2016)
- Jöttünk, láttunk, visszamennénk 3. – A forradalom (2016)
- Belle és Sébastien 3. – Mindörökké barátok (2017)
- Eszeveszett Esküvő (2017)
- Viszontlátásra odafönt (2017)
- Párizs császára (2018)
- Köznevelés élesben (2019)
- Különleges életek (2019)

## 2020-as évek
- Aline - A szerelem hangja (2020)
- Elég a hülyékből (2020)
- Egyszerűen fekete (2020)
- Családi testcsere (2020)
- OSS 117: From Africa with Love (2021)
- Elveszett illúziók film (2021)
- Belle és Sébastian – Egy új kaland (2021)
- Rumba – Több mint tánc (2022)
- Smoking Causes Coughing (2022)
- Én vagyok az apád (2022)
- Neneh Superstar (2022)
- Egy nehéz év (2023)
- Ízek és szenvedélyek (2023)

## Napjainkban
A Gaumont mai napig független filmgyártó, a francia filmek legnagyobb gyártója és a forgalmazója. A filmvállalat televíziós műsorokat is gyárt, továbbá animációs filmeket is készít.